# Kozmosz: Történetek a világegyetemről
A Kozmosz: Történetek a világegyetemről (eredeti címe: Cosmos: A Spacetime Odyssey) 2014-es amerikai dokumentumfilm-sorozat.  A műsor a Kozmosz: Személyes utazás folytatása. Az eredeti sorozatot Carl Sagan vezette, és mérföldkőnek számít az ismeretterjesztő filmek tekintetében. A folytatást Neil deGrasse Tyson vezette. A műsor vezető producerei többek között Seth MacFarlane és Ann Druyan, Sagan felesége. A sorozat producere Brannon Braga, a zenét pedig Alan Silvestri szerezte.
A műsor ugyanazt a formátumot követi, mint az elődje (ugyanúgy 13 epizóddal rendelkezik, illetve a történetmesélés is hasonló), de az információk naprakészebbek, és számítógépes animációval rendelkezik.
2014. március 9.-én mutatták be a Fox-on és a National Geographic-on. A sorozat 2014. június 8.-án ért véget, két nappal később pedig az egész sorozat megjelent DVD-n. A kritikusoktól pozitív visszajelzéseket kapott, és Peabody-díjat is nyert.
A folytatás 2020. március 9.-én mutatkozott be Kozmosz: Lehetséges világok  címmel.

## Fogadtatás
A Metacritic honlapján 83 pontot szerzett a százból, 19 kritika alapján.

## Kritikák
A minisorozat több kritikát is kapott a keresztények által, a műsorban elhangzottak miatt.